# Elecciones presidenciales de Palestina de 1996
Las elecciones generales palestinas se realizaron por primera vez el 20 de enero de 1996 en la Franja de Gaza, Cisjordania y Jerusalén Este. Resultó vencedor el presidente provisional y presidente de la Organización para la Liberación de Palestina Yasser Arafat con 88% de los votos y su partido Fatah obtuvo mayoría en el Consejo Legislativo Palestino.
Durante el proceso de paz palestino-israelí y tras los Acuerdos de Oslo se acordó convocar a elecciones para elegir a los líderes de la Autoridad Nacional Palestina que administraría los territorios palestinos y negociaría con Israel la creación de un Estado Palestino. En las elecciones participaron muy pocos partidos por lo que el Fatah tuvo poca oposición, en especial porque su principal rival el Hamás llamó a boicotear las elecciones. 
Además de la elección del presidente, se escogieron a los 88 integrantes del Consejo Legislativo Palestino que ejercía como parlamento y que tenía representantes de los distintos territorios palestinos así como asientos especiales para representantes de la minoría cristiana y samaritana. La Oficina Central de Estadísticas de Palestina fue la encargada de organizar el proceso electoral y el registro de electores. La OCEP se quejaría de que las autoridades israelíes obstaculizaron el conteo de votos y el acceso de votantes a las urnas.